# コンフォメーション変化

コンフォメーション変化は、タンパク質複合体の動きを誘発する。微小管の上を歩くキネシンは、ナノスケールのタンパク質ドメイン動力学を利用した分子生物学的機械である。

生化学の分野では、コンフォメーション変化（英: conformational change）または立体配座変化とは、高分子の形状が変化することであり、多くの場合、環境要因によって引き起こされる。 
高分子は通常、柔軟性があり動的なものである。それは環境の変化やその他の要因に応じて形状を変化させることができ、可能な各形状をコンフォメーション（立体配座）と呼び、それらの間の移行をコンフォメーション変化と呼ぶ。このような変化を引き起こす要因には、温度、pH、電圧、発色団の光、イオン濃度、リン酸化、リガンドの結合が挙げられる。これらの状態間の遷移は、さまざまな長さスケール（10分の1Å～nm）や時間スケール（ns～s）で起こり、アロステリックシグナル伝達や酵素触媒作用などの機能的に重要な現象と関連付けられている。

## 実験室分析
高分子のコンフォメーション変化を調べるために、結晶学、NMR、スピンラベルを用いた電子常磁性共鳴（EPR）、円偏光二色性（CD）、水素交換、FRETなど、多くの生物物理学的技術を用いることができる。二重偏光干渉法は、生体分子のコンフォメーション変化を高解像度でリアルタイムに測定できる机上機器技術である。
近年、第二次高調波発生（SHG）と呼ばれる特殊な非線形光学技術が、タンパク質のコンフォメーション変化の研究に応用されている。この方法では、変異誘発や非部位特異的な付着によってタンパク質内で運動が生じる部位に第二次高調波活性プローブを配置し、タンパク質を表面に吸着または特異的に固定化することができる。タンパク質のコンフォメーションが変化すると、表面平面に対する色素の相対的な配向が変化し、二次高調波光線の強度が変化する。配向が明確なタンパク質サンプルでは、プローブの傾斜角を実空間でリアルタイムに定量的な測定ができる。また、二次高調波活性を持つ非天然アミノ酸もプローブとして使用できる。
また、短いDNA分子の上にタンパク質を配置し、交流電位を印加することで緩衝液中を移動させる電気泳動バイオサーフェスという別の方法もある。最終的に流体力学的摩擦に依存する速度を測定することで、コンフォメーション変化を可視化できる。

## コンフォメーション変化に関する事例
コンフォメーション変化は次の場合に重要である。
- ABC輸送体 [4]
- 触媒作用 [5]
- 細胞内運動とモータータンパク質 [6]
- タンパク質複合体の形成 [7]
- タンパク質のフォールディング
- イオンチャネル [8]
- 機械受容器およびメカノトランスダクション（英語版）[9]
- アロステリック制御 [10]
- 細胞膜を介した代謝物質の輸送 [11][12]

## 参照項目
- タンパク質構造多様性データベース
- タンパク質動力学（英語版）
- 高分子運動データベース (molmovdb)（英語版）